# 2021 V・サマーリーグ
2021 V・サマーリーグは、2021年に開催された40回目のV・サマーリーグである。

## 大会概要
5月20日、今大会の開催が決定。前年大会が新型コロナウイルス流行の影響で中止となっていたため2年ぶりの開催となった。東西に分かれて開催され、両大会でそれぞれ優勝チームが決定される。2020-21シーズンからのVリーグ参入を予定しているリガーレ仙台が東部大会に初参加。出場予定だった千葉エンゼルクロスはチームの意向（昨シーズン中に関係者が新型コロナウィルスに感染したことをきっかけにチームが長期間活動休止していたため）により出場を辞退。
6月27日、東部大会予選グループの結果、同じ順位同士のチームが対戦する順位決定戦が行われ、1位グループで2勝したPFUブルーキャッツが4年ぶり2回目の優勝を果たした。
7月1日、JTマーヴェラスの出場辞退が発表された。チーム関係者から新型コロナウィルスの陽性者が出たことが原因。これに伴い対戦カードが一部変更された。
7月4日、西部大会においてデンソーエアリービーズが優勝を果たした。

## 西部大会
- 開催日：7月2日～7月4日
- 会場：スカイホール豊田（愛知県豊田市）
- 共催：日本バレーボール協会
- 主管：2021 Ｖ・サマーリーグ実行委員会
- 後援：公益財団法人豊田市スポーツ協会

### 組み合わせ
| Pool A                           |
| -------------------------------- |
| JTマーヴェラス（辞退）           |
| JAぎふリオレーナ                 |
| 大野石油広島オイラーズ           |
| Pool B                           |
| 東レアローズ                     |
| トヨタ車体クインシーズ           |
| フォレストリーヴズ熊本           |
| Pool C                           |
| デンソーエアリービーズ           |
| ヴィクトリーナ姫路               |
| 西日本大学選抜（メンバーは後述） |
| Pool D                           |
| 岡山シーガルズ                   |
| 久光スプリングス                 |

## 東部大会
- 開催日：6月25日～6月27日
- 会場：黒部市総合体育センター（富山県黒部市）
- 共催：日本バレーボール協会
- 主管：2021 Ｖ・サマーリーグ実行委員会
- 協賛：黒部名水株式会社 有限会社ユナ厨房

### 組み合わせ
| Pool A                                       |
| -------------------------------------------- |
| NECレッドロケッツ                            |
| 群馬銀行グリーンウイングス                   |
| ルートインホテルズブリリアントアリーズ       |
| 東日本大学選抜（メンバーは後述）             |
| Pool B                                       |
| 埼玉上尾メディックス                         |
| KUROBEアクアフェアリーズ                     |
| プレステージ・インターナショナルアランマーレ |
| リガーレ仙台                                 |
| Pool C                                       |
| 日立リヴァーレ                               |
| PFUブルーキャッツ                            |
| ブレス浜松                                   |
| GSS東京サンビームズ                          |

## 最終順位
| 順位 | 西部大会               | 東部大会                                     |
| ---- | ---------------------- | -------------------------------------------- |
| 1    | デンソーエアリービーズ | PFUブルーキャッツ                            |
| 2    | 久光スプリングス       | KUROBEアクアフェアリーズ                     |
| 3    | 岡山シーガルズ         | NECレッドロケッツ                            |
| 4    | 東レアローズ           | 日立リヴァーレ                               |
| 5    | 西日本大学選抜         | リガーレ仙台                                 |
| 6    | JAぎふリオレーナ       | ルートインホテルズブリリアントアリーズ       |
| 7    | トヨタ車体クインシーズ | 東日本大学選抜                               |
| 8    | 大野石油広島オイラーズ | GSS東京サンビームズ                          |
| 9    | ヴィクトリーナ姫路     | 埼玉上尾メディックス                         |
| 10   | フォレストリーヴズ熊本 | 群馬銀行グリーンウイングス                   |
| 11   | -                      | プレステージ・インターナショナルアランマーレ |
| 12   | -                      | ブレス浜松                                   |

## 表彰
| 表彰                      | 西部大会              | 東部大会                        |
| ------------------------- | --------------------- | ------------------------------- |
| 最優秀選手賞              | 工藤嶺 （デンソー）   | バルデス・メリーサ （PFU）      |
| 敢闘賞                    | 万代真奈美 （久光）   | 舛田紗淑 （KUROBE）             |
| フレッシュスター賞 （V1） | 松井珠己 （デンソー） | バルデス・メリーサ （PFU）      |
| フレッシュスター賞 （V2） | 高石明美 （JAぎふ）   | 野上菜月 （ルートインホテルズ） |

## 大学選抜チーム
| 1                             | 高間来瞳   | OH |
| 2                             | 横田紗椰香 | MB |
| 3                             | 古市梨乃   | OH |
| 4                             | 谷内美紅   | MB |
| 5                             | 山中宏予   | MB |
| 6                             | 塩出仁美   | S  |
| 7                             | 間野安里彩 | MB |
| 8                             | 山下晴奈   | OP |
| 9                             | 大村季色   | OP |
| 10                            | 中川つかさ | S  |
| 11                            | 川畑遥奈   | L  |
| 12                            | 佐藤淑乃   | OH |
| 13                            | 宮部愛芽世 | OH |
| 14                            | 吉永有希   | OH |
| 15                            | 伊藤麻緒   | MB |
| 16                            | 大山遼     | MB |
| 17                            | 倉田朱里   | S  |
| 18                            | 川﨑鈴奈   | OP |
| 2021 V・サマーリーグ 東部大会 |            |    |

| 1                             | 中島咲愛   | OH |
| 2                             | 林田愛佳   | MB |
| 3                             | 吉田美海   | MB |
| 4                             | 若泉佳穂   | OP |
| 5                             | 福田歩子   | MB |
| 6                             | 服部希美   | OH |
| 7                             | 濵﨑安奈   | OH |
| 8                             | 東美奈     | S  |
| 9                             | 三宅楓     | S  |
| 10                            | 野毛かえで | L  |
| 11                            | 大工園彩夏 | L  |
| 12                            | 横山真奈   | MB |
| 13                            | 横田希歩   | OH |
| 14                            | 金元彩奈   | OH |
| 2021 V・サマーリーグ 西部大会 |            |    |